# Larry Gagosian
Larry Gagosian (Los Angeles, 19 aprile 1945) è un gallerista statunitense.

## Biografia
Commerciante d'arte americano con origini armene, possiede la catena di gallerie Gagosian, di cui tre a New York, una a Beverly Hills, due a Londra, una a Roma, una a Parigi, una a Ginevra, una a Hong Kong e una ad Atene. Gagosian ha iniziato commerciando manifesti vicino alla città universitaria di UCLA a Los Angeles. All'inizio degli anni 80 sviluppò velocemente il suo commercio sfruttando la possibilità di rivendere con forti guadagni le opere d'arte di artisti moderni e contemporanei.
Fra le proprietà e gli artisti attualmente rappresentati da Gagosian compaiono nomi come  Richard Artschwager, Cecily Brown, Chris Burden, Francesco Clemente, John Currin, Walter de Maria, Ellen Gallagher, Douglas Gordon, Damien Hirst, Howard Hodgkin, Neil Jenney, Mike Kelley, Anselm Kiefer, Maya Lin, Vera Lutter, Edward Ruscha, Jenny Saville, Richard Serra, David Smith, Philip Taaffe, Mark Tansey, Robert Therrien, Cy Twombly, Francesco Vezzoli, Andy Warhol e Richard Wright.
Nel 2004, nell'annuale classifica dalla rivista britannica Art Review, Larry Gagosian viene definito il più grande mercante d'arte del mondo. Secondo una classifica delle 100 personalità più influenti nell'arte nel mondo, pubblicata dal Journal des Arts, è stato ritenuto la personalità «più influente» nell'arte a livello mondiale nel 2011.